# Commiphora wightii
Commiphora wightii of Commiphora mukul is een bladverliezende struik of boom uit de familie Burseraceae. De boom komt voor in Noord-Afrika tot in Centraal-Azië, maar komt het meest voor in Noord-India en Pakistan. Hij geeft de voorkeur aan een droog- en halfdroge klimaat en is bestand tegen arme grond. Hij groeit in de vorm van een struik of kleine boom en is meestal zonder bladeren. De takken hebben doornen en de bladeren zijn ovaal (1-5 cm lang, 0,5-2,5 cm breed), onregelmatig getand en zitten in bosjes van drie blaadjes. De bloemen zijn rood tot roze, met vier kleine bloemblaadjes. De boom produceert guggul, een balsemhars, dat wordt gebruikt in wierook, parfums en voor medicinale doeleinden, waaronder Ayurveda. Vanwege het te veel oogsten van de hars is de boom genoteerd op de Rode Lijst van de IUCN van bedreigde soorten.
... 
C. africana · 
C. caudata · 
C. gileadensis · 
C.  guidottii · 
C. kataf · 
C. myrrha · 
C. simplicifolia · 
C. wightii · 
C. wildii
...